# Gurzelen
Gurzelen (berndeutsch [gʊːrtsələ]) ist eine Einwohnergemeinde im Schweizer Kanton Bern. Sie gehört zum Verwaltungskreis Thun.

## Geographie
Gurzelen liegt auf 591 m ü. M., 8 km westnordwestlich der Stadt Thun (Luftlinie). Das Bauerndorf erstreckt sich in der Talmulde der Müsche kurz vor ihrem Eintritt in die breite Gürbetalebene, in der Hügellandschaft des Thuner Westamtes.
Die Fläche des 4,5 km² grossen Gemeindegebiets umfasst einen Abschnitt der breiten Aaresenke zwischen Bern und Thun. Fast das gesamte Gebiet wird von der Drumlinlandschaft eingenommen, die der eiszeitliche Aargletscher im Thuner Westamt hinterlassen hatte. In der Mitte liegt die Ebene des Mooses (625 m ü. M.), das durch die Müsche nach Norden zur Gürbe entwässert wird. Das Moos (der Name ist das Dialektwort für ‚Moor‘) wird im Norden von der Höhe bei Widerhueb (673 m ü. M.), im Osten vom Steinhölzli und dem Dihebüel, im Süden vom Längenbüelwald (überwiegend ausserhalb des Gemeindebannes von Gurzelen) und im Westen von Riedwald und Riedhubel begrenzt, an denen mit 728 m ü. M. die höchsten Erhebungen von Gurzelen liegen. Nach Süden erstreckt sich der Gemeindeboden über den Geisthubel (707 m ü. M.) bis in die Mulde des Geistsees. Im Nordwesten besitzt das Gebiet einen Anteil an der landwirtschaftlich intensiv genutzten Ebene des Gürbetals (580 m ü. M.). Von der Gemeindefläche entfielen 1997 6 % auf Siedlungen, 12 % auf Wald und Gehölze und 82 % auf Landwirtschaft.
Zu Gurzelen gehören der Weiler Obergurzelen (635 m ü. M.) leicht erhöht am Nordrand des Mooses, die Hofgruppe Geist (680 m ü. M.) auf dem Sattel zwischen Riedwald und Geisthubel sowie verschiedene weitere Hofgruppen und Einzelhöfe. Nachbargemeinden von Gurzelen sind Seftigen, Uetendorf, Forst-Längenbühl, Wattenwil und Burgistein.

## Geschichte
Das Gemeindegebiet von Gurzelen war früh besiedelt, was Einzelfunde aus dem Neolithikum, Gräber der Hallstattzeit und römische Siedlungsreste belegen. Aus dem 12. Jahrhundert stammt die Burgruine Obergurzelen. Die erste urkundliche Erwähnung des Ortes erfolgte 1231 unter dem Namen de Gurcellun. Später erschienen die Bezeichnungen in Gurzillon (1254), in inferiori Gurzelon (1259), de Corzellon (1272) und Gurzelen (1337). Der Ortsname geht auf das lateinische Wort curticella ‹kleiner Hof› zurück.
Seit dem Mittelalter bildete Gurzelen eine eigene Herrschaft, die zeitweise in zwei Teile aufgespalten war. Diese Herrschaft erlebte im Lauf der Zeit zahlreiche Besitzerwechsel und befand sich ab 1542 bis zum Ende des Ancien Régime zu zwei Dritteln im Besitz der Familie von Wattenwyl auf Burgistein, zu einem Drittel unter direkter Berner Obrigkeit. Die Hohe Gerichtsbarkeit lag beim Landgericht Seftigen, doch erfolgte 1783 eine Umteilung an das Amt Thun.
Nach dem Zusammenbruch des Ancien Régime (1798) gehörte Gurzelen während der Helvetik zum Distrikt Thun und ab 1803 zum Oberamt Seftigen, das mit der neuen Kantonsverfassung von 1831 den Status eines Amtsbezirks erhielt.

## Bevölkerung
Mit 898 Einwohnern (Stand 31. Dezember 2023) gehört Gurzelen zu den kleineren Gemeinden des Kantons Bern. Im Jahr 2000 waren von den Bewohnern 97,9 % deutschsprachig, 1,1 % französischsprachig, und 0,7 % sprachen Albanisch. Die Bevölkerungszahl von Gurzelen belief sich 1850 auf 605 Einwohner, 1900 auf 603 Einwohner. Im Verlauf des 20. Jahrhunderts pendelte die Bevölkerungszahl stets im Bereich zwischen 660 und 760 Personen. 1990 wurden 703 Einwohner gezählt.

## Politik
Die Stimmenanteile der Parteien anlässlich der Nationalratswahl 2023 betrugen: SVP 46,0 % (−3,8 %), SP 10,7 % (+3,9 %), EDU 10,1 % (+4,7 %), GPS 8,6 % (−2,8 %), glp 6,8 % (+0,8 %), FDP 5,2 % (+1,2 %), EVP 4,7 % (+1,6 %), Mitte 4,0 % (−4,4 %).

## Wirtschaft
Gurzelen war bis in die zweite Hälfte des 20. Jahrhunderts ein vorwiegend durch die Landwirtschaft geprägtes Dorf. Noch heute haben der Ackerbau und der Gemüsebau auf den fruchtbaren Böden des Gürbetals sowie die Milchwirtschaft und die Viehzucht einen wichtigen Stellenwert in der Erwerbsstruktur der Bevölkerung. Weitere Arbeitsplätze sind im lokalen Kleingewerbe und im Dienstleistungssektor vorhanden. In Gurzelen sind heute Betriebe des Baugewerbes, der Holzverarbeitung, des Maschinenbaus, Gärtnereien und mechanische Werkstätten vertreten. In den letzten Jahrzehnten hat sich das Dorf zu einer Wohngemeinde entwickelt. Viele Erwerbstätige sind deshalb Wegpendler, die hauptsächlich in den grösseren Ortschaften der Umgebung und im Raum Thun arbeiten.

## Verkehr
Die Gemeinde liegt abseits der grösseren Durchgangsstrassen an einer Verbindungsstrasse von Wattenwil nach Uetendorf. Der nächste Anschluss an die Autobahn A6 (Bern–Thun) befindet sich rund 7 km vom Ortskern entfernt. Leicht erreichbar ist jedoch der Bahnhof Seftigen an der Gürbetalbahn von Bern via Belp nach Thun. Seit Dezember 2004 fährt ein Postauto von Uetendorf nach Gurzelen.

## Sehenswürdigkeiten

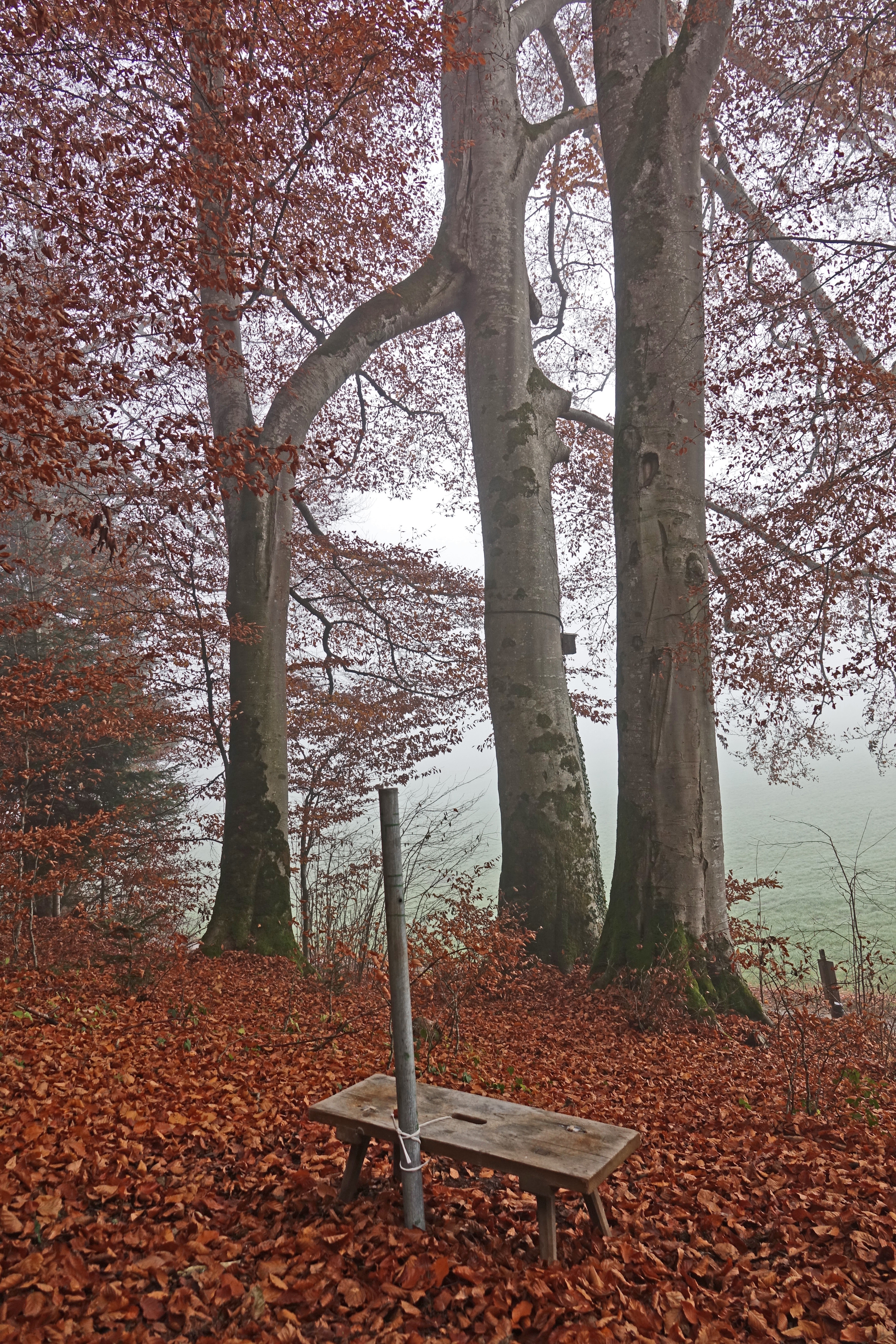
Zwillingsbuchen in Gurzelen

Die Dorfkirche, bereits im 13. Jahrhundert erwähnt, erhielt ihre heutige Gestalt beim Neubau von 1710. Die barocke Saalkirche besitzt eine Renaissancekanzel aus dem 17. Jahrhundert, einen Taufstein und Wappenscheiben aus der Erbauungszeit. Das ursprünglich von 1560 stammende Pfarrhaus wurde 1705 bis 1709 umgebaut. Um 1823 wurde der Ständerbau des Schulhauses errichtet. Im Ortskern und in den Weilern sind zahlreiche charakteristische Bauernhäuser im Berner Stil aus dem 18. und 19. Jahrhundert erhalten.
Auf einem Hügel steht der Landsitz Schlingmoos, der 1740 als Witwensitz für die Familie von Wattenwyl erbaut wurde. In der Parkanlage befindet sich eine bemerkenswerte Säulenkolonnade. Überreste der ehemaligen Burg Festi sind auf einem Geländevorsprung am Rand der Gürbetalebene sichtbar.

## Persönlichkeiten
- Ferdinand Hodler (1853–1918), Bürger von Gurzelen,  Schweizer Maler
- Hector Hodler (1887–1920), Bürger von Gurzelen, Sohn des Schweizer Malers, Begründer des Esperanto-Weltbunds in Genf (1908)